# Tari Tari
Tari Tari — аниме-сериал производства P.A. Works, созданный под руководством режиссёра Масакадзу Хасимото. Сериал транслировался в Японии с 1 июля 2012 года и одновременно во всем мире через сервис Crunchyroll. Манга-адаптация сериала, иллюстрированная Томияки Кагисорой, публиковалась в журнале Gangan Joker Square Enix с мая по ноябрь 2012 года.
Название сериала происходит от суффикса многократного вида -tari, который присоединяется к основам глаголов, предикативных прилагательных и связкам (…tari …tari, напр. «Tobidashitari Sasottari»). Предложение, построенное с применением суффиксов данного вида, имеет значение «делать и одно, и другое».

## Сюжет
Действие происходит вокруг пятерых учеников старшей школы последнего года обучения. Три девушки и два парня создают свой музыкальный кружок. И, преодолев множество препятствий, выступают на Белом фестивале.

## Персонажи
Вакана Сакаи (яп. 坂井 和奏 Сакаи Вакана) — главная героиня, ученица третьего (последнего) класса старшей школы. Серьёзная и отстраненная в школе, открывает сердце только дома, общаясь с отцом. Их объединяет общее молчаливое горе, она потеряла мать, отец — жену. После её гибели Вакана перестала заниматься музыкой, к которой у неё, по-видимому, было недурное дарование. Первоначально идея нового создания музыкального кружка вызывала у неё только негативные эмоции. Она планирует посещать музыкальную школу после окончания университета и идти по стопам своей матери.
Сэйю: Аяхи Такагаки
Конацу Миямото (яп. 宮本 来夏 Миямото Конацу) — жизнерадостная и волевая девочка, обожает петь. Однако в школьном хоре она только переворачивает страницы партитуры для аккомпаниатора. В сам хор её петь не пускают, говоря, что она лишена чувства музыки из-за прошлогодней ошибки, допущенной от страха перед публикой в ходе выступления хора на ежегодном концерте. С энтузиазмом принимается за реализацию идеи создания нового музыкального кружка, заражая своим оптимизмом остальных. После окончания университета она идет в колледж и вступает в клуб.
Сэйю: Асами Сэто
Сава Окита (яп. 沖田 紗羽 Окита Сава) — рассудительная и отзывчивая, мечтает стать профессиональной наездницей. Однако по ряду причин она не может себе этого позволить. Состоит в кружке стрельбы из лука. Подруга Конацу.
Сэйю: Саори Хаями
Тайти Танака (яп. 田中 大智 Танака Тайти) — спортивный, серьёзный парень. В свободное время постоянно тренируется игре в бадминтон, вот только он один и есть — единственный участник клуба по этой игре и тренируется, отбивая воланчик ракеткой от стены.
Сэйю: Нобунага Симадзаки
Ацухиро «Вин» Маэда (яп. ウィーン / 前田 敦博 И:н / Маэда Ацухиро) — Новый ученик в школе, который после 12-ти пребывания в Австрии переходит в среднюю школу Сирахамазака. Из-за своего свободного времени он плохо понимает обычаи, с которыми он незнаком. Все свои скудные знания о своей вновь обретенной родине он берет из книг, в которых нравы японцев обрисованы весьма условно и строятся на старых порядках. Он учится в том же классе после школы, что и Вакана, и одержим шоу суперсентаев под названием «Nettou Hero Ganbaraigers». Он часто пишет письма молодому и нездоровому австрийскому мальчику по имени Ян, которому он оставил свою игрушку Red Ganbaraiger. После окончания университета он возвращается жить в Австрию. Wien  (в переводе с немецкого означает «Вена»).
Сэйю: Нацуки Ханаэ

## Медиа

### Манга
Первая глава манга-адаптации сюжета с иллюстрациями Томияки Кагисоры была опубликована в майском выпуске журнала Gangan Joker издательства Square Enix.

### Аниме
Аниме-сериал Tari Tari создан компанией P.A. Works под руководством режиссёра Масакадзу Хасимото, являющегося так же сценаристом сериала. Трансляция первой серии состоялась 1 июля 2012 года. Одновременно во всем мире показ осуществлялся через сервис Crunchyroll.
- Начальная композиция:

Dreamer исполняет AiRI
- Завершающии композиции:

Shiokaze no Harmony — Асами Сато и Хаями Саори
Kokoro no Senritsu — Асами Сато и Хаями Саори

#### Список серий
| №  | Название | Премьера         |
| -- | --- | ---------------- |
| 1  | Running and Inviting «Тобидаситари сасоттари» (飛び出したり 誘ったり)                                                          | 1 июля 2012      |
| 2  | Gathering and Struggling «Асэттари агайтари» (焦ったり あがいたり)                                                             | 8 июля 2012      |
| 3  | Swinging and Meeting «Футтари дэаттари» (振ったり 出会ったり)                                                                  | 15 июля 2012     |
| 4  | Getting Angry and Dancing «Окоттари одоттари» (怒ったり 踊ったり)                                                              | 22 июля 2012     |
| 5  | Throwing Away and Holding On «Сутэтари сутэрарэнакаттари» (捨てたり 捨てられなかったり)                                        | 29 июля 2012     |
| 6  | Laughing and Remembering «Вараттари омоттари» (笑ったり 想ったり)                                                              | 5 августа 2012   |
| 7  | Spinning in Circles and Losing Sight «Карамаваттари миусинаттари» (空回ったり 見失ったり)                                      | 12 августа 2012  |
| 8  | Worrying and Racing Ahead «Киниситари омоиккири какэнукэтари» (気にしたり 思いっきり駆け抜けたり)                              | 19 августа 2012  |
| 9  | Going White and Going Red «Сироку наттари акаку наттари» (白くなったり 赤くなったり)                                           | 26 августа 2012  |
| 10 | Budding and Burning «Моэтари моэтари» (萌えたり 燃えたり)                                                                      | 2 сентября 2012  |
| 11 | Filling up and Coming up Short «Мититари какэтари» (満ちたり 欠けたり)                                                         | 9 сентября 2012  |
| 12 | Piling Up and Ringing Out «Касанэтари хибийтари» (重ねたり 響いたり)                                                           | 16 сентября 2012 |
| 13 | Growing Sunny, Crying and Sometimes Singing «Харэтари наитари ато ва токидоки утаттари» (晴れたり 泣いたり あとは時々歌ったり) | 23 сентября 2012 |